# Горбенко Роман Васильович
Рома́н Васи́льович Горбе́нко (нар. 1 березня 1974, Стадниця, Тетіївський район, Київська область, Українська РСР — пом. 4 березня 2015, смт Луганське, Бахмутський район, Донецька область, Україна) — український військовослужбовець, солдат Збройних сил України.

## Життєвий шлях
Народився 1974 року в селі Стадниця на Київщині. 1991 закінчив Стадницьку середню школу.
1995 вступив на військову службу за контрактом, яку проходив у Бердичеві, згодом був переведений до Рави-Руської на Львівщину. Після звільнення в запас працював електриком на Стадницькому спиртовому заводі, з 2012 — у СТОВ «Дібрівка агросервіс» та ТОВ "Агрофірма «Хліб України».
У зв'язку з російською збройною агресією проти України в серпні 2014 призваний за частковою мобілізацією.
Солдат, заступник командира бойової машини — навідник-оператор БМП 30-ї окремої механізованої бригади, в/ч А0409, м. Новоград-Волинський. З осені 2014 брав участь в антитерористичній операції, зокрема у боях за Дебальцеве.
Загинув 4 березня 2015 поблизу смт Луганське т. зв. Світлодарської дуги внаслідок обстрілу терористів. Під час ротації троє вояків їхали на БМП у бік Луганського, біля взводного опорного пункту «Павло-30» у машину влучив снаряд, Роман загинув у БМП.
Ідентифікація проводилась за експертизою ДНК. Похований 6 травня на сільському кладовищі у Стадниці.
Без Романа лишилися батьки, дружина та троє дітей, — наймолодша донька 2009 р.н.

## Нагороди та вшанування
- Указом Президента України № 553/2015 від 22 вересня 2015 року — за мужність, самовідданість і високий професіоналізм, виявлені у захисті державного суверенітету та територіальної цілісності України, вірність військовій присязі — нагороджений орденом «За мужність» III ступеня (посмертно)[1].
- В селі Стадниця на фасаді будівлі Стадницької ЗОШ І-ІІІ ступеня відкрито меморіальну дошку Романові Горбенку[2].